# 오노미치시
오노미치시(일본어: 尾道市)는 일본 히로시마현 남동부, 산요 지방 중남부에 있는 시이다.

## 개요
오카야마시와 히로시마시의 거의 중간에 위치하고 세토 내해와 접해 예전부터 해운, 상업, 조선업 등이 번성했다. 메이지 시대에는 산요 철도가 개통해 철도와 해운의 접점이 되어 히로시마현 동부(빈고 지방의 최대 도시가 되었지만 1960년대에 공업 도시화로 급속히 발전한 동쪽 후쿠야마시에 중심지 자리를 넘겨주었다.
하야시 후미코, 시가 나오야 등 일본 문학자들이 살던 곳이며 일본의 많은 문학 작품과 영화의 무대로 알려져 있다. 레트로한 분위기가 남아 있는 거리와 세토 내해의 경치가 어울려 많은 관광객들이 찾아온다.
1999년에 세토 내해를 다리로 건너는 니시세토 자동차도(西瀬戸自動車道)가 개통됨으로써 시코쿠의 에히메현 이마바리시와 연결되었다. 2005년 3월 28일에는 인접한 미쓰기군(御調郡) 미쓰기정(御調町)과 무카이시마정(向島町)을, 또 2006년 1월 10일에는 인노시마시와 도요타군(豊田郡) 세토다정(瀬戸田町)을 편입하여 인구는 약 15만 명이 되었다.

## 지리

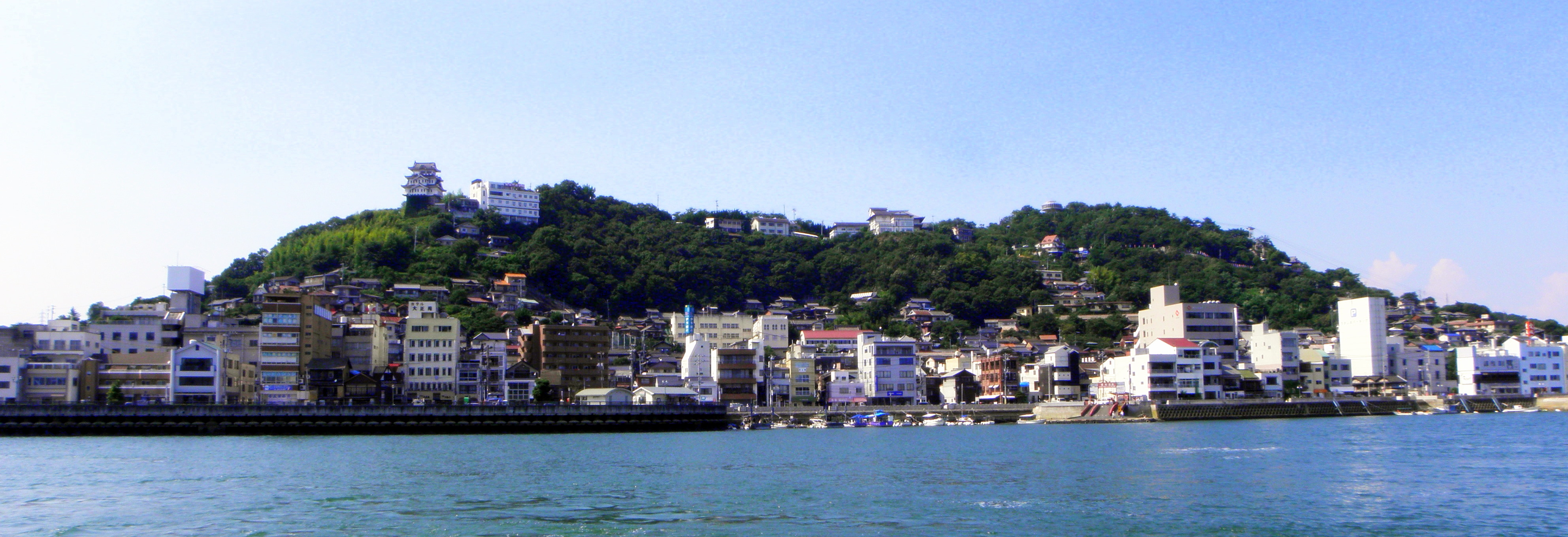
오노미치시 전경

시내 중심부는 대체로 동서의 국도 2호선, 남북의 국도 184호선을 따라서 형성되어 있다. 오노미치역 동쪽은 국도 2호선이 평행하게 달려 예로부터 상점이 나란히 서 있다. 이 지역은 북쪽의 산과 남쪽의 바다 사이에 끼어 있기 때문에 평지가 적고 산비탈에 주택이나 절이 밀집하고 있다. 이 때문에 도로도 좁고 경사진 곳이 많아 "비탈의 도시"로 불린다. 이러한 독특한 경관을 활용해 영화 촬영 장소로도 많이 사용되었다. 오노미치역 서쪽도 평지는 적고 산까지 주택이 밀집하지만 고층 맨션도 있고 산을 무너뜨려 우회도로까지 직결한 뉴타운이 정비되는 등 이른바 전통적인 오노미치의 경관에서는 벗어나 있다. 신오노미치역 북쪽 고개를 넘으면 서서히 산간에 전원 풍경이 펼쳐진 농촌 지대로 들어가게 되고 이 지역은 바다와 가까운 시내 중심부와는 정취가 다르다.
동부는 간척으로 만들어진 평지로 후쿠야마시·미하라시와 거의 등거리의 위치에 있고 후쿠야마와 미하라를 연결하는 국도 2호선 우회도로를 지나 산요 자동차도나 시마나미 해도와의 접근성이 좋기 때문에 연안에는 도매·공업 단지, 창고가 많이 입지하고 있다. 히가시오노미치역 주변에는 분양 맨션, 임대 아파트나 호건주택, 교외형 양판점과 도시 공원 등이 입지하고 있다. 도시화가 진행되어 인접하는 후쿠야마시 마쓰나가 지구와 연속적인 거리 풍경을 형성하여 시내 중심부와는 거리 분위기가 크게 차이가 난다.
동쪽의 마쓰나가만을 사이로 대안의 누마쿠마 반도와도 옛날부터 관계가 강하며 오노미치시의 월경지(우라사키정)가 존재한다.

## 역사
에도 시대에 현재의 오노미치시 북서부(옛 미쓰기군)는 아키 히로시마번령, 동부(옛 누마쿠마군)는 빈고 후쿠야마번령이었다.
- 1898년 4월 1일 - 미쓰기군 오노미치정이 히로시마현에서 두 번째로 시로 승격해 오노미치시가 탄생하였다.
- 1937년 4월 1일 - 미쓰기군 구리하라정, 요시와촌을 합병하였다.
- 1939년 7월 1일 - 누마쿠마군 산바촌을 합병하였다.
- 1945년 7월 27일 - 히타치 조선 무코지마 공장이 공습을 받았다.
- 1951년 4월 1일 - 미쓰기군 후카다촌의 일부를 합병하였다.
- 1954년 3월 1일 - 미쓰기군 미노고촌, 기노쇼촌, 하라다촌을 합병하였다.
- 1955년 2월 1일 - 누마쿠마군 다카스촌, 니시촌을 합병하였다.
- 1955년 4월 1일 - 누마쿠마군 모모지마촌을 합병하였다.
- 1957년 1월 1일 - 누마쿠마군 우라사키촌을 합병하였다.
- 1970년 4월 1일 - 미쓰기군 무카이히가시정을 합병하였다.
- 2005년 3월 28일 - 미쓰기군 미쓰기정, 무카이시마정을 편입하였다.
- 2006년 1월 10일 - 인노시마시, 도요타군 세토다정을 편입하였다.

## 교통

### 철도
- 서일본 여객철도
  - 산요 본선
  - 산요 신칸센

### 도로
- 산요 자동차도
- 오노미치 자동차도(일본어판)
- 니시세토 자동차도
- 국도 제2호선
- 국도 제184호선
- 국도 제317호선 (일본)(일본어판)
- 국도 제486호선 (일본)(일본어판)

## 기업
- 오노미치 조선소

## 인구
| 연도                           | 인구    | ±%    |
| ------------------------------ | ------- | ----- |
| 1950                           | 185,084 | —     |
| 1955                           | 183,338 | −0.9% |
| 1960                           | 182,497 | −0.5% |
| 1965                           | 181,038 | −0.8% |
| 1970                           | 183,325 | +1.3% |
| 1975                           | 185,503 | +1.2% |
| 1980                           | 180,901 | −2.5% |
| 1985                           | 177,532 | −1.9% |
| 1990                           | 166,930 | −6.0% |
| 1995                           | 159,890 | −4.2% |
| 2000                           | 155,200 | −2.9% |
| 2005                           | 150,225 | −3.2% |
| 2010                           | 145,217 | −3.3% |
| 2015                           | 138,626 | −4.5% |
| 2020                           | 131,170 | −5.4% |
| Onomichi population statistics |         |       |

## 기후
| 오노미치시 이쿠치섬의 기후                                   | 오노미치시 이쿠치섬의 기후 | 오노미치시 이쿠치섬의 기후 | 오노미치시 이쿠치섬의 기후 | 오노미치시 이쿠치섬의 기후 | 오노미치시 이쿠치섬의 기후 | 오노미치시 이쿠치섬의 기후 | 오노미치시 이쿠치섬의 기후 | 오노미치시 이쿠치섬의 기후 | 오노미치시 이쿠치섬의 기후 | 오노미치시 이쿠치섬의 기후 | 오노미치시 이쿠치섬의 기후 | 오노미치시 이쿠치섬의 기후 | 오노미치시 이쿠치섬의 기후 |
| 월                                                           | 1월                        | 2월                        | 3월                        | 4월                        | 5월                        | 6월                        | 7월                        | 8월                        | 9월                        | 10월                       | 11월                       | 12월                       | 연간                       |
| ------------------------------------------------------------ | -------------------------- | -------------------------- | -------------------------- | -------------------------- | -------------------------- | -------------------------- | -------------------------- | -------------------------- | -------------------------- | -------------------------- | -------------------------- | -------------------------- | -------------------------- |
| 역대 최고 기온 °C (°F)                                       | 16.4 (61.5)                | 20.4 (68.7)                | 22.2 (72.0)                | 27.5 (81.5)                | 32.0 (89.6)                | 34.2 (93.6)                | 36.0 (96.8)                | 37.5 (99.5)                | 36.0 (96.8)                | 33.0 (91.4)                | 23.9 (75.0)                | 20.9 (69.6)                | 37.5 (99.5)                |
| 일평균 최고 기온 °C (°F)                                     | 9.5 (49.1)                 | 9.9 (49.8)                 | 13.0 (55.4)                | 18.1 (64.6)                | 22.9 (73.2)                | 26.0 (78.8)                | 30.0 (86.0)                | 31.9 (89.4)                | 28.3 (82.9)                | 22.8 (73.0)                | 17.2 (63.0)                | 11.9 (53.4)                | 20.1 (68.2)                |
| 일일 평균 기온 °C (°F)                                       | 5.7 (42.3)                 | 5.8 (42.4)                 | 8.6 (47.5)                 | 13.4 (56.1)                | 18.1 (64.6)                | 21.8 (71.2)                | 25.9 (78.6)                | 27.5 (81.5)                | 24.1 (75.4)                | 18.6 (65.5)                | 12.9 (55.2)                | 8.0 (46.4)                 | 15.9 (60.6)                |
| 일평균 최저 기온 °C (°F)                                     | 1.6 (34.9)                 | 1.3 (34.3)                 | 3.8 (38.8)                 | 8.5 (47.3)                 | 13.4 (56.1)                | 18.2 (64.8)                | 22.5 (72.5)                | 24.0 (75.2)                | 20.6 (69.1)                | 14.6 (58.3)                | 8.7 (47.7)                 | 3.8 (38.8)                 | 11.8 (53.2)                |
| 역대 최저 기온 °C (°F)                                       | −4.7 (23.5)                | −6.3 (20.7)                | −4.0 (24.8)                | −1.2 (29.8)                | 3.4 (38.1)                 | 9.8 (49.6)                 | 15.6 (60.1)                | 17.4 (63.3)                | 11.4 (52.5)                | 4.7 (40.5)                 | −0.6 (30.9)                | −3.0 (26.6)                | −6.3 (20.7)                |
| 평균 강수량 mm (인치)                                        | 39.5 (1.56)                | 49.7 (1.96)                | 84.4 (3.32)                | 88.9 (3.50)                | 108.3 (4.26)               | 172.3 (6.78)               | 177.6 (6.99)               | 89.5 (3.52)                | 126.8 (4.99)               | 95.9 (3.78)                | 59.2 (2.33)                | 46.2 (1.82)                | 1,138.4 (44.82)            |
| 평균 강수일수 (≥ 1.0 mm)                                     | 5.3                        | 6.9                        | 9.2                        | 9.1                        | 8.5                        | 10.8                       | 9.1                        | 6.2                        | 8.5                        | 7.0                        | 6.2                        | 6.3                        | 93.1                       |
| 평균 월간 일조시간                                           | 141.9                      | 140.1                      | 177.0                      | 192.1                      | 206.5                      | 149.7                      | 189.9                      | 220.7                      | 163.7                      | 169.8                      | 146.2                      | 140.8                      | 2,047.1                    |
| 출처: 일본 기상청 (평년값: 1991년~2020년, 극값: 1979년~현재) |                            |                            |                            |                            |                            |                            |                            |                            |                            |                            |                            |                            |                            |

## 자매 도시
- 일본 에히메현 이마바리시
- 일본 시마네현 히가시이즈모정
- 중화인민공화국 충칭시
- 프랑스 옹플뢰르